# Waldschnepfe
Die Waldschnepfe (Scolopax rusticola) ist eine monotypische Vogelart aus der Familie der Schnepfenvögel (Scolopacidae). Sie ist etwa haustaubengroß mit einem gedrungenen Körper, einem langen geraden Schnabel und kurzen Beinen. Das Gefieder ist braun, schwarz und weiß gemustert. Durch die Tarnung ist die Waldschnepfe, deren Lebensraum reich gegliederte Laub- und Mischwälder sind, im Freiland nur schwer auszumachen.
Sie trägt den Beinamen Der Vogel mit dem langen Gesicht.

## Beschreibung
Die Waldschnepfe ist in der Gestalt der Bekassine sehr ähnlich, ist aber größer und hat einen kürzeren Schnabel. Eine ausgewachsene Waldschnepfe wird bis 38 cm groß und erreicht eine Flügelspannweite bis zu 65 cm. Die Waldschnepfe kann bis 440 g wiegen und ihr gerader, langer Schnabel wird bis 7 cm groß. Der scheue Einzelgänger versteckt sich am Tag und wird meist erst in der Dämmerung aktiv.
Die Rückseite ist braun, schwarz und grau gemustert und dient sehr gut der Tarnung. Ihre Augen, die jeweils einen Blickwinkel von bis zu 180° erreichen – sie kann also auch nach hinten sehen –, sind schwarz gefärbt. Sie hat sehr kurze Beine. Männchen und Weibchen haben die gleiche Färbung.
Ihr Ruf klingt scharf und hoch, in etwa wie „ziwitz“, abwechselnd mit langgezogenem, froschartigem „quorr“.

### Besondere Federn
Der Schnepfenbart oder Bürzelbart ist ein etwa fingerdickes Federbüschel, das sich auf der Bürzeldrüse der Waldschnepfe befindet.
In Mitteleuropa galt die Jagd auf die Waldschnepfe als besonders schwierig, da auf dem Schnepfenstrich dieser Vogel im Flug wegen seines Zickzackkurses in der Dämmerung schwer zu treffen war. Ein besonderer Körperteil des erlegten Vogels wird daher, was bei Federwild sonst bei eher imposanteren Tieren wie Auerwild und Eichelhäher vorkommt, unter Jägern als Trophäe angesehen. Es ist dies eine kleine Feder ganz außen am Flügel, die unscheinbare äußerste Handschwinge vor der ersten Schwungfeder. Sie wird auch Malerfeder genannt, ist ungefähr 3 cm lang, recht steif und wird für feine Pinselstriche, beispielsweise in der Kalligraphie, genutzt.

## Verbreitungsgebiet

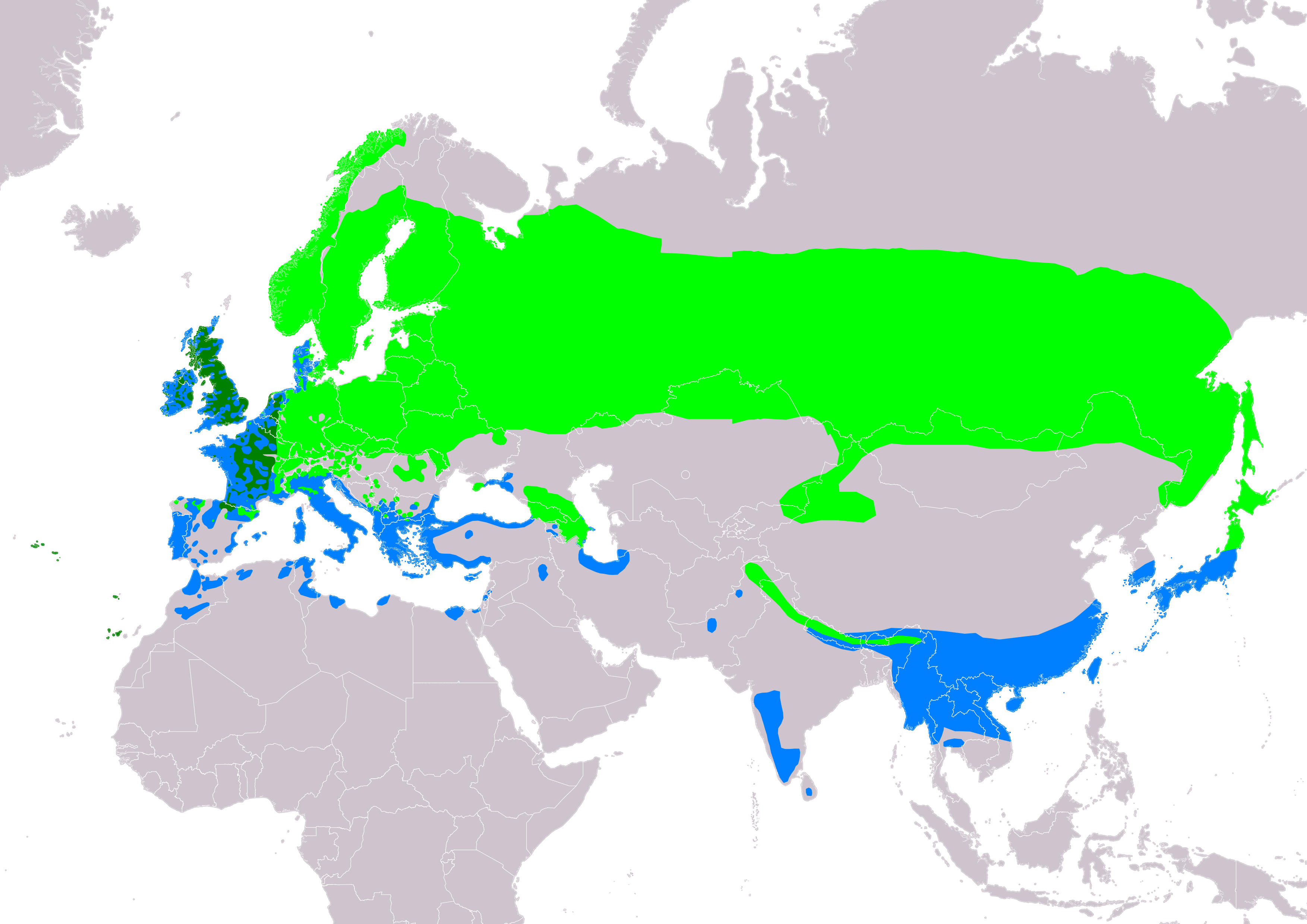
Verbreitung der Waldschnepfe:
Brutgebiete
Ganzjähriges Vorkommen
Überwinterungsgebiete

Das Verbreitungsgebiet der Waldschnepfe ist sehr groß und erstreckt sich über die Waldzone Eurasiens von Westeuropa bis nach Japan. Die Art weist lediglich Verbreitungslücken in den Hochgebirgen Asiens auf.
Die südliche Grenze des Brutareals verläuft von Nordspanien und den Pyrenäen entlang der südlichen Alpen und Norditalien durch den Süden Russlands, entlang des Nordens des Himalayas über die Mongolei und Mandschurei bis an die Pazifikküste. Die Art brütet auch auf einigen Pazifikinseln und kommt beispielsweise auf Inseln im Norden Japans vor. Im Norden kommt die Art nur sehr selten nördlich des Polarkreises vor, allerdings brütet die Art häufig in Tundrawäldern Europas und Asiens.
Wetlands International unterscheidet zwischen einer Brutpopulation, die westlich des Urals brütet und in Süd- und Westeuropa bis nach Nordafrika überwintert, und einer zweiten Population, die östlich des Urals brütet und in Südwestasien hauptsächlich in der Kaspisregion überwintert. Drei weitere, sehr kleine Populationen, die auf den Azoren, Madeira und den Kanarischen Inseln brüten, sind grundsätzlich Standvögel.
Die im Norden Spaniens, Großbritannien, Irland, Frankreich und in den Niederlanden sowie Belgien brütenden Waldschnepfen sind überwiegend Standvögel. Waldschnepfen, deren Brutareal im Westen und Nordwesten Russland liegen, ziehen zur Überwinterung nach Frankreich, Spanien, Großbritannien und Irland sowie Italien. In Irland und Großbritannien überwinternde Waldschnepfen stammen nach Untersuchungen aus dem Jahre 2002 zu 37 Prozent aus Russland und Lettland, zu 25 Prozent aus Finnland, 12 Prozent aus Schweden und 10 Prozent aus Norwegen. Nur 14 Prozent der hier überwinternden Vögel stammen aus Großbritannien. Westsibirische Brutvögel dagegen überwintern überwiegend in der Kaspisregion.

## Lebensraum
Die Waldschnepfe, benannt nach dem Lebensraum, lebt in feuchten Laub- und Mischwäldern in fast ganz Europa. Die Wälder haben in der Regel größere Ausdehnung, kleinflächige Wälder werden dagegen kaum besiedelt. Im Herbst und Winter (September bis November) ziehen die meisten Waldschnepfen in den Mittelmeerraum oder nach Westeuropa an die Atlantikküste, wo sie auch in niedrigeren Gehölzen vorkommen können.

## Ernährung

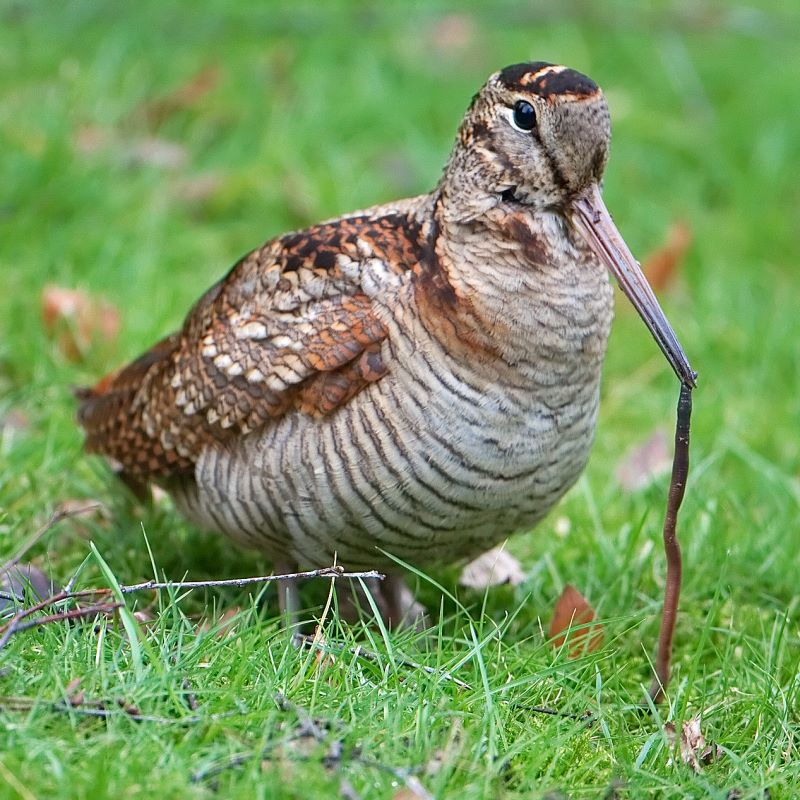
Waldschnepfe mit Regenwurm

Auf dem Speiseplan der Waldschnepfe stehen Würmer, Spinnen sowie Insekten und deren Larven. In der Dunkelheit stochert die Waldschnepfe mit ihrem langen Schnabel im Boden und schnappt sich Regenwürmer.
Im Winter ernährt sie sich auch von Beeren, Früchten und anderen Pflanzenteilen (z. B. Fichtennadeln).

## Fortpflanzung

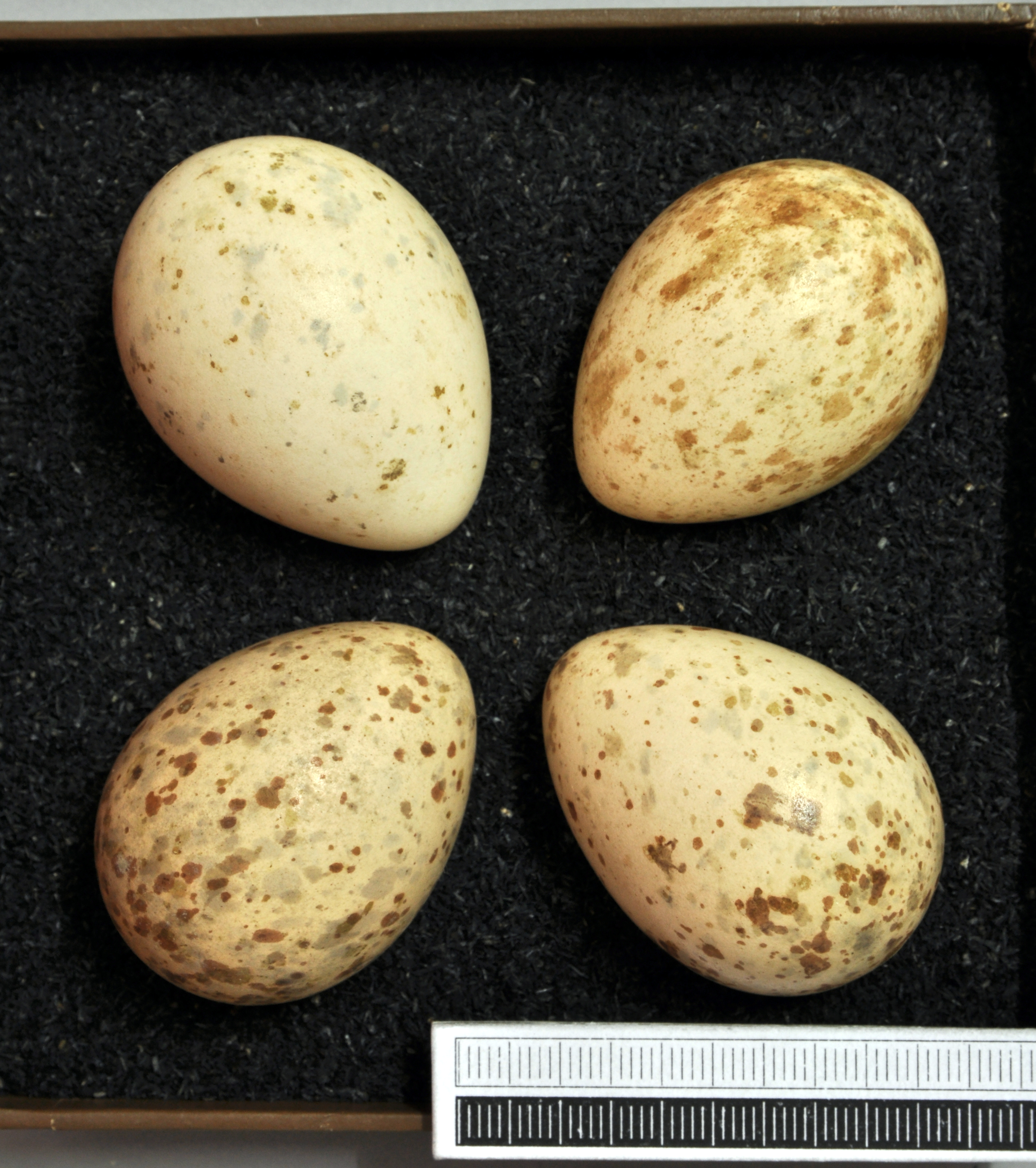
Gelege, Sammlung Museum Wiesbaden

Die Brutzeit erstreckt sich in Mitteleuropa von März bis Ende Juli. Es finden bei einem Teil der Weibchen zwei Jahresbruten statt. Während bzw. kurz nach dem Durchzug nordischer Schnepfen beginnt die kurze Balz und Paarungszeit. Die Männchen fliegen innerhalb von zwei bis drei Wochen mehr oder weniger gleiche Kontrollflächen ab, die sie abends und morgens für ca. 10 bis 30 Minuten bestreifen. Dieser typische Balzflug wird Schnepfenstrich genannt. Obwohl der Schnepfenstrich mit Balzgesang bei der Revierbesetzung abgrenzende Bedeutung hat, gibt es allerdings keine strengen Reviergrenzen, weshalb sich zwei oder mehr Männchen nahekommen können. Bisweilen kommt es zum sogenannten Kommentkampf (ritualisierte Scheinkämpfe mit wenig Verletzungsgefahr) in der Luft. Der Balzflug dient zur Kontaktaufnahme von Männchen und Weibchen. Das Weibchen lockt das fliegende Männchen an und es folgt eine Bodenbalz mit folgender Paarung. Es kommt auch vor, dass mehrere Männchen gemeinsam um ein Weibchen balzen oder dass sich ein Männchen mit bis zu vier Weibchen paart. Die Paarung findet dort oder in Nähe des Nestes vor und während der Eiablage statt. Nach der Paarung trennen sich die beiden Vögel wieder. Waldschnepfen leben promisk; Weibchen und Männchen finden sich lediglich zur Paarung zusammen und trennen sich danach wieder. Die Bebrütung der Eier und die Jungenaufzucht führt das Weibchen allein durch.
Als Lautäußerungen sind das Quorren und Puitzen beim Schnepfenstrich bekannt, da die Melodie „quorr-quorr’k-pßitt“ klingt und – vom Männchen vorgetragen – weit hörbar ist. Während der Bodenbalz sowie während des Führens der Jungen durch das Unterholz gibt es verschiedene weitere Lock-, Warn- und Erregungsrufe.
Das Nest ist eine Mulde am Boden, die mit Laub, Gras, Moos und anderen Pflanzenteilen gepolstert ist. Es wird oft an Grenzen (Schneisen, Waldkanten, natürliche Lichtungen) innerhalb des Waldes angelegt. Das Weibchen legt in der Regel vier Eier (zwischen drei und fünf) und bebrütet sie ca. 20 bis 21 Tage, bis die Küken schlüpfen. Die Jungvögel sind Nestflüchter und kommen mit kurzen Schnäbeln auf die Welt. Die Mutter versorgt die Jungen mit Futter und schützt sie bei drohender Gefahr mit Warnrufen und Verleiten durch Vortäuschen einer Flugbehinderung, um Prädatoren oder Menschen fortzulocken. Waldschnepfen verlassen sich aber auch überwiegend auf ihr tarnendes Gefieder und ducken sich lange auf den Boden. Altvögel fliegen beim Herannahen eines störenden Menschen erst im letzten Moment auf, manchmal erst auf wenigen Metern.
Über das Wegtragen der Jungen aus dem Nest gab es lange unterschiedliche Darstellungen. Es scheint regelmäßig vorzukommen, dass die Mütter während des Verlassens des Nestes die Schlüpflinge einige Zentimeter bis Meter mit dem Schnabel an einen nahen Ort forttragen, um sie dort dann weiter zu hudern. Dies geschieht allerdings offenbar nicht beim Vorliegen einer konkreten Gefahr. Dieses Verhalten ist wohl eher als normal während des ersten Abwanderns der Mutter mit den Pulli (Dunenjungen) zu werten. Das Wegtragen der Küken mit den Beinen oder im Bauchgefieder wird seit Langem beschrieben, allerdings nie belegt. Nach ca. 5 Wochen sind die Jungvögel flügge. Nach einer ersten Brut- und Aufzuchtzeit (März bis Mai) beginnt ein Teil der Weibchen eine zweite Brut (Juni/Juli).

## Bestand, Bestandsentwicklung und Gefährdung

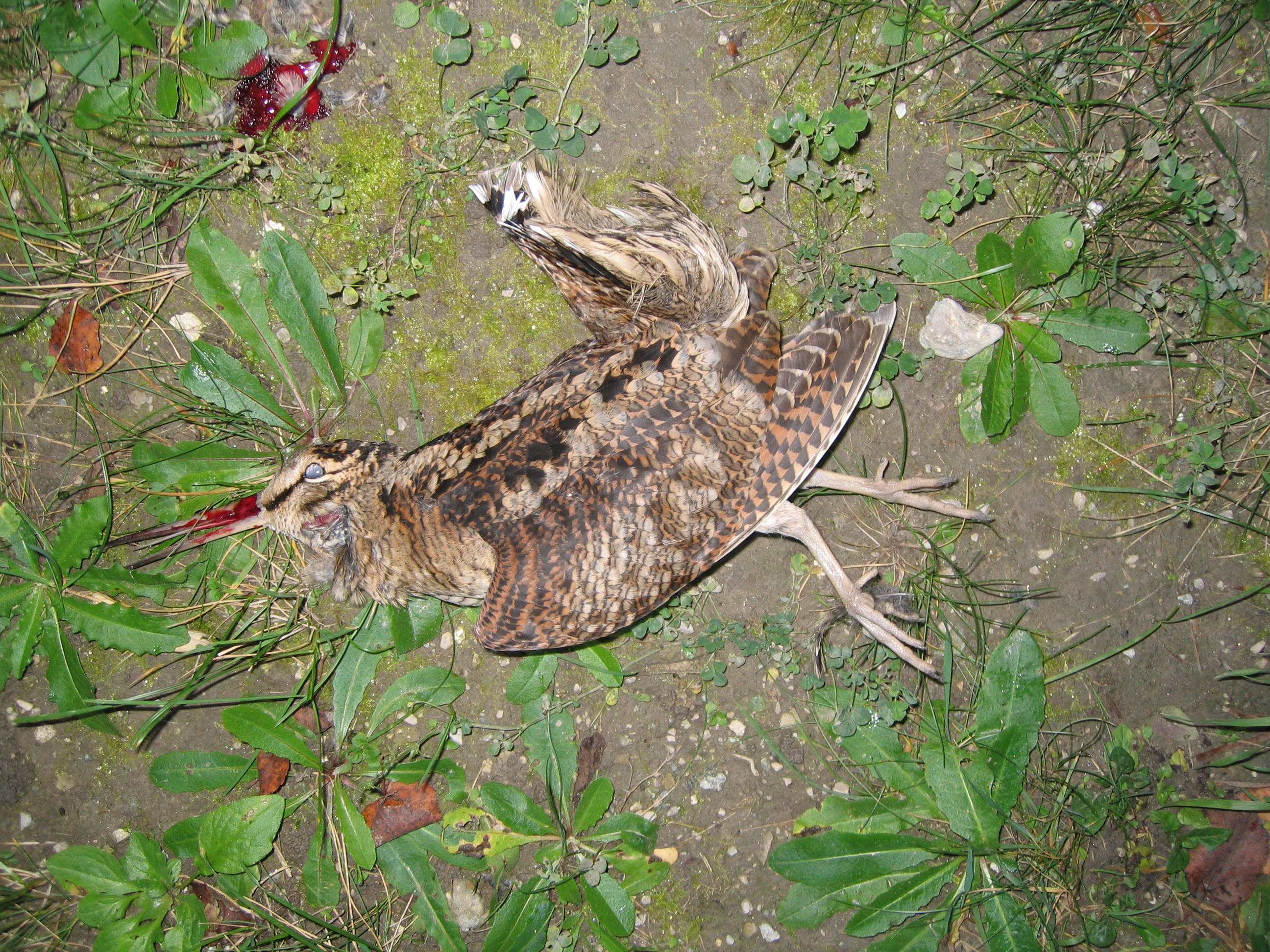
Durch Vogelschlag verendete Waldschnepfe

Die Art gilt weltweit als nicht gefährdet (IUCN Least Concern). Die Erfassung der Bestände bereitet bei der Waldschnepfe besondere Schwierigkeiten: Der Erfassungsgrad ist in den meisten Ländern sehr gering, zudem ist aufgrund der heimlichen und promisken Lebensweise die Zusammensetzung der Brutpopulation, insbesondere die Geschlechterverteilung, unbekannt. Es kann angenommen werden, dass sich bisherige Bestandsannahmen vor allem auf revieranzeigende Männchen beziehen, die häufige Angabe von „Brutpaaren“ jedoch deren Lebensweise nicht berücksichtigt. Der europäische Gesamtbestand wird zu Beginn des 21. Jahrhunderts verschiedentlich auf zwischen 1,5 und 11 Millionen „Brutpaare“ beziehungsweise bis zu 25 Millionen Individuen geschätzt. Der größte Teil der europäischen Brutpopulation lebt im europäischen Teil Russlands (etwa 1,2 bis 2,5 Millionen „Brutpaare“). In Schweden leben zwischen 250.000 und einer Million „Brutpaare“. Zu den Ländern mit mehr als 100.000 „Brutpaaren“ gehören außerdem Belarus und Finnland. Der mitteleuropäische Brutbestand wird auf 42.000 bis 142.000 „Brutpaare“ geschätzt, der deutsche 2005 bis 2009 auf 20.000–39.000. Die EU-Kommission gab 2005 für 25 Mitgliedsstaaten einen Bestand von ca. 960.000 „Brutpaaren“ an.
In der Roten Liste der Brutvögel Deutschlands von 2015 wird die Art auf der Vorwarnliste geführt.
Für Deutschland liegen aufgrund der schwierigen Erfassung des Bestandes hauptsächlich die amtlich ausgewiesenen Jagdstrecken vor. Diese weisen von 1959 bis 1977 eine weitgehend stabile Strecke für die Bundesländer Niedersachsen, Nordrhein-Westfalen und Schleswig-Holstein aus. Diese drei Bundesländer stellten in den alten Bundesländern das Hauptjagdgebiet für die Waldschnepfe dar. Ab 1977 brachen die Strecken aufgrund der Aussetzung der Frühjahrsjagd ein. Obschon die bis 1977 praktizierte Jagd während der Paarungs-, Brut- und Aufzuchtzeit – also während der Zeit des Schnepfenstrichs – bis heute ruht, haben sich die Jagdstrecken in Niedersachsen und Nordrhein-Westfalen bis 2006 auf ein Niveau angehoben, das an die Zeit vor 1977 heranreicht. Die Strecke für Schleswig-Holstein ist hingegen seit 1977 auf einem stabilen Niveau verblieben.
Aktuell (Stand 2017) ist die Waldschnepfe in Berlin und Hessen ganzjährig geschont, in Nordrhein-Westfalen war von 2016 bis zum 31. Dezember 2020 die Bejagung ausgesetzt. Im Jagdjahr 2018/19 lag die gesamte deutsche Jagdstrecke von Waldschnepfen bei 8.442 Individuen und damit etwa 1/3 unter dem Durchschnitt der vorangegangenen 20 Jahre, welcher gemittelt aus der Jagdstrecke für diesen Zeitraum bei knapp unter 12.000 erlegten Individuen jährlich liegt. Der 2008/09 erreichte Höchststand (18.973) übertrifft diese Zahl um mehr als ein Drittel, der 1997/98 erreichte Tiefststand (4.256) unterschreitet ihn um knapp zwei Drittel.  Nimmt man die Jagdstatistik zur Grundlage, wird der innerhalb Deutschlands relativ begrenzte Lebensraum auf drei Bundesländer sichtbar. Niedersachsen scheint mit Abstand die größte Population zu besitzen. Der jährliche Abschuss machte hier in den letzten zehn Jagdjahren etwa 50 Prozent der deutschen Strecke aus. 2015/16 waren es sogar 67 Prozent; die Strecke lag bei 5.915 Tieren und war höher als im Vorjahr (4.685 bzw. 48 %). In Schleswig-Holstein lag der Anteil mit insgesamt 2.126 Tieren bei 24 Prozent der Gesamtstrecke (im Vorjahr mit 1.337 bei 14 %). Die Größe der Population in Nordrhein-Westfalen ist durch das Aussetzen der Bejagung aus der Jagdstatistik aktuell nicht ersichtlich (2014/15 betrug die Strecke 2.891 Tiere bzw. 30 %); der Gesamtbestand wird im Jahr 2015 auf 3.000 bis 6.000 Brutpaare geschätzt. Alle übrigen deutschen Bundesländer stellten zusammen mit etwa 700 Waldschnepfen knapp 8 Prozent der Gesamtstrecke, wie im Vorjahr. Unklar ist indes, ob es sich bei den in Deutschland erlegten Waldschnepfen überwiegend um die einheimische Population oder um Durchzügler oder Überwinterer handelt.
Ein Vergleich der heutigen Jagdstrecke mit der des Staates Preußen aus dem Jagdjahr 1885/1886 lässt für Deutschland keinen Rückschluss auf einen Rückgang der Bestände zu. So wurden in der preußischen Provinz Hannover im Jagdjahr 1885/86 4880 Waldschnepfen erlegt. Im heutigen Niedersachsen, dessen Fläche etwa 23 % größer ist als die der ehemaligen Provinz Hannover, wurden im Jagdjahr 2017/18 21 % mehr Waldschnepfen, nämlich 5938 Stück erlegt.
In Nordrhein-Westfalen wird die Art als gefährdet eingestuft, in Hessen steht sie auf der Vorwarnliste. In der Roten Liste der Brutvögel Mecklenburg-Vorpommerns wird die Waldschnepfe 2014 als stark gefährdet eingestuft. In Berlin gilt die Art als vom Aussterben bedroht. Unter 22.687 in Sachsen-Anhalt im Jahr 2016 beringten Vögeln befand sich nur eine Waldschnepfe.
Die österreichische Jagdstrecke betrug 2015/16 etwa 2.620 Schnepfen, der Anteil von Niederösterreich und dem Burgenland machte hier zusammen 56 Prozent aus. 2023/24 betrug die Strecke etwa 2200 Schnepfen, fast die Hälfte davon in Oberösterreich. In der Schweiz wird die Waldschnepfe aktuell in sieben Kantonen gejagt, die Strecke lag bei 2.470 Vögeln. Im Kanton Tessin, in dem die Vogeljagd traditionell besonders beliebt ist, beträgt die jährliche Strecke 1.920 Exemplare, was 78 Prozent der Schweizer Gesamtstrecke entspricht. Nachweise von Bruten und Jungvögeln sind dort extrem selten, im Tessin werden also hauptsächlich Zugvögel erlegt.
Nach fachlicher Einschätzung durch Ornithologen ist der Bestand der Waldschnepfe, zumindest regional in den Mittelgebirgen, möglicherweise durch den Bau von Windenergieanlagen (WEA) bedroht. Die Waldschnepfe wird von der Länder-Arbeitsgemeinschaft der Vogelschutzwarten (LAG-VSW) als gegenüber WEA störungsempfindliche Art eingestuft. Die LAG-VSW hält zum Schutz der Art einen Mindestabstand von WEA von 500 m um Balzreviere für erforderlich. Dichtezentren sollen insgesamt unabhängig von der Lage der aktuellen Brutplätze berücksichtigt werden. Ob die Art als „windkraftsensibel“ gelten soll, ist aber weiterhin fachlich umstritten.